# Tiziano Manca
Manca Tiziano (Squinzano, 27 giugno 1970) è un compositore italiano.

## Biografia
Ha intrapreso lo studio della composizione con Franco Arigliano, proseguendo dal 1989 al Conservatorio Luigi Cherubini di Firenze con Romano Pezzati, Salvatore Sciarrino e Albert Mayr. Si è diplomato in composizione nel 1998, ottenendo un premio dalla Fondazione Federico Del Vecchio. Ha studiato inoltre direzione d’orchestra con Piero Bellugi.
Dopo essere stato compositore in residence all'Abbazia di Royaumont (Parigi) e all'Akiyoshidai International Art Village (Giappone), nel 2002 è entrato all'Akademie Schloss Solitude  di Stoccarda per poi stabilirsi l'anno seguente a Berlino.
Ha collaborato con ensemble di musica contemporanea quali l'Ensemble Recherche, il Klangforum Wien, musicFabrik e i Neue Vocalsolisten. La sua musica è stata eseguita in importanti centri di musica contemporanea e nell'ambito di festival internazionali come il Festival di Lucerna, il Festival Gaudeamus di Amsterdam, l'Ars Musica di Anversa, il Konzerthaus e il Festival Utraschall di Berlino, i Ferienkurse di Darmstadt, il Festival di Huddersfield, il Festival Milano Musica e la Tonhalle di Zurigo.
Dal 2014 è ricercatore artistico presso l’Orpheus Institute di Gent (Belgio)  , occupandosi di temporalità del suono e del rapporto tra musica, suono e silenzio, temi al centro del suo libro Before Sound: Re-Composing Material, Time, And Bodies in Music. 
Nel contempo, si dedica alla diffusione della ricerca artistica musicale in Italia, collaborando con i Conservatori di Roma, Firenze, Milano, Pescara, L’Aquila e Ravenna.
Dal 2023 insegna composizione in Italia, prima al Conservatorio di Musica di Udine e successivamente in quello di Ferrara.

## Opere significative
- En Flottant per clarinetto (1996)
- Deserto colore per voce e pianoforte (1998) su testi di Federico García Lorca
- Ondine (1998) per orchestra da camera
- Flatus vocis per flauto (1999)
- Deux Epigrammes amoureuses et une intimation (2000) per clarinetto, violino, violoncello, voce, percussioni, pianoforte (2000) su testi di Marguerite Yourcenar
- Narcisse per due baritoni (2001-2002) su testo di Paul Valéry
- Epigramma muto per clarinetto, clarinetto basso, percussioni, violino, viola, violoncello, celesta (2002)
- Voce d’ombra per coro, Frammento del Salmo 87 (2003)
- Nel Labirinto per tromba, trombone, percussioni, grancassa, chitarra, violoncello, pianoforte (2003)
- In principio per baritono, flauto (anche flauto basso), clarinetto (anche clarinetto basso) (2003) su testo di Lucrezio
- Limen per sassofono tenore, chitarra, marimba (2003-04)
- La gabbia Opera in un atto su testo di Alejandro Tantanian (2002-04) [6]
- Ein Streichquartettsatz mit Nachwort per quartetto d'archi, voce, pianoforte (2004-05) su testo di Uljana Wolf
- Moi, Daniel G. per controtenore, violino, sassofono baritono, pianoforte (2005) su testo di Samuel Beckett
- Die Zauberflöte di  Wolfgang Amadeus Mozart, Elaborazione per ensemble da Camera (2005-06) [7]
- Nell'assenza dei venti per orchestra da camera (2006)
- Solitudini per oboe, clarinetto, sassofono baritono, violino, violoncello (2006)
- Defining per flauto, clarinetto, vibrafono, violino, viola, violoncello, pianoforte (2007-09)
- Signification per tre voci (2010)
- Stur per chitarra (2007-09)
- Sui moti apparenti per due pianoforti (2010-14)
- Attimo e storia per grande orchestra (2011-12) [8]
- Unschärfe im Möglichen, Episode 1: Einsendungen aus Berlin (Sound composition), 11th Berlin Biennale for Contemporary Art (2020)[9]

## Pubblicazioni
- Tiziano Manca, Before Suond: Re-Composing Material, Time, and Bodies in Music, Bielefeld, Transcript Verlag, 2024, ISBN 978-3-8376-6886-5.
- Die Zauberflöte di  Wolfgang Amadeus Mozart, Elaborazione per ensemble da Camera (2005-06),  schott-music.com,  https://www.schott-music.com/en/die-zauberfloete-no446323.html.